# Grogol Utara
El Kelurahan Grogol Utara, se encuentra dentro del Kecamatan Kebayoran Lama, en el Kabupaten de Yakarta Meridional, en la provincia de Yakarta, Indonesia.
Se corresponde con el código postal 12210.